# 李凤亮
李凤亮（1971年12月—），男，汉族，江苏阜宁人，中国文艺学家、文学批评家，华南农业大学党委书记、教授。

## 生平
1994年本科毕业于江苏师范大学中文系汉语言文学教育专业。1994年至1999年任教于江苏师范大学中文系文艺理论教研室，期间于1996年考入暨南大学文学院在职攻读文艺学专业硕士，随后攻读暨南大学文艺学专业博士研究生。
2001年获得暨南大学博士学位后留校任教，先后担任暨南大学中文系助教、讲师，2003年被评为副教授，2006年破格晋升为教授，并担任暨南大学中国语言文学研究所所长助理、中文系党总支副书记。
2008年12月，时年37岁的李凤亮入选“广东省双百领导干部人才计划”，担任深圳大学党委常委、副校长，成为当时中国内地高校最年轻的大学副校长之一。2009年5月文博会期间，出任深圳大学文化产业研究院创院院长。
2016年10月，调任南方科技大学党委副书记。2017年2月任南方科技大学纪委书记。2020年2月，担任深圳市监委驻南方科技大学监察专员。2021年7月，升任南方科技大学党委书记。
2023年6月，调任华南农业大学党委书记。

## 学术贡献
李凤亮是中国在米兰·昆德拉研究界关注较早、跟踪研究时间最长、学术成果最丰硕的学者之一，被誉为中国“米兰·昆德拉研究第一人”。到深圳大学工作后，李凤亮转向研究文化创意产业与城市文化，并在深圳大学创办文化产业研究院，推动深圳市文化产业发展。
2017年获国务院政府特殊津贴，入选中组部“万人计划”哲学社会科学领军人才，中宣部文化名家暨“四个一批”人才，教育部“新世纪优秀人才支持计划”入选者等人才项目。